# Nadie nos ha visto
Personne ne nous a vus
L'eau-forte Nadie nos ha visto (en français Personne ne nous a vus) est une gravure de la série Los caprichos du peintre espagnol Francisco de Goya. Elle porte le numéro 79 dans la série des 80 gravures. Elle a été publiée en 1799.

## Interprétations de la gravure
Il existe divers manuscrits contemporains qui expliquent les planches des Caprichos. Celui qui se trouve au Musée du Prado est considéré comme un autographe de Goya, mais semble plutôt chercher à dissimuler et à trouver un sens moralisateur qui masque le sens plus risqué pour l'auteur. Deux autres, celui qui appartient à Ayala et celui qui se trouve à la Bibliothèque nationale, soulignent la signification plus décapante des planches.
- Explication de cette gravure dans le manuscrit du Musée du Prado :
¿Y qué importa que los martinicos[3] bajen a la bodega y echen cuatro tragos, si han trabajado toda la noche, y queda la espetera[4] como una ascua de oro?
(Et qu'importe que les lutins descendent à la cave et s'en jettent quatre gorgées, s'ils ont travaillé toute la nuit, et si la table reste comme une escarboucle)[5].

- Manuscrit de Ayala :
Los abates y frailes echan gaudeamus a solas y luego nos aparentan arregladas costumbres.
(Les abbés et frères font des festins la nuit entre eux et ensuite ils feignent devant nous des habitudes bien réglées)[5].

- Manuscrit de la Bibliothèque nationale :
Los curas y frailes echan valientes tragos cuando nadie los ve; pero el mundo bien lo save. El vaso del abate es de buena marca para indicar el desorden que hay en el clero.
(Les curés et les frères s'envoient de solides gorgées quand personne ne les voit ; mais le monde le sait bien. Le verre de l'abbé est un bon indice pour indiquer le désordre que l'on trouve chez le clerc)[5].

Goya dessine encore une charge contre les religieux.

## Technique de la gravure

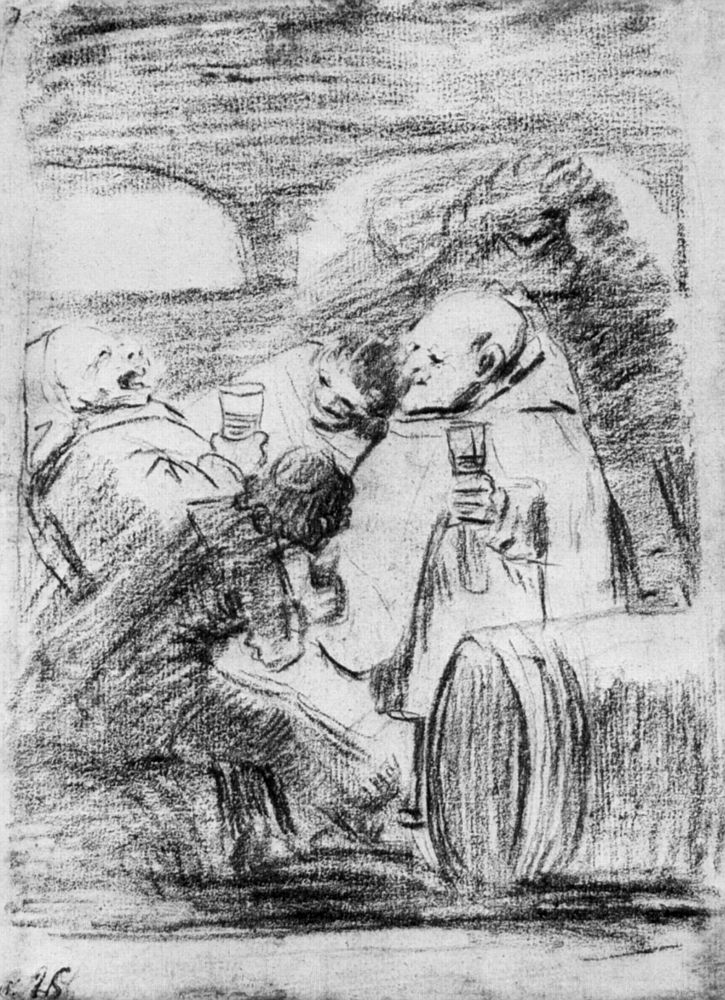
Dessin préparatoire.

L'estampe mesure 212 × 150 mm sur une feuille de papier de 306 × 201 mm.
Goya a utilisé l'eau-forte, l'aquatinte brunie et le burin. Dans l'angle supérieur droit : « 79. ».
Le dessin préparatoire est à la sanguine. Dans l'angle supérieur gauche, au crayon : « 79 ». Dans l'angle inférieur gauche, à la plume : « v. 11 ». Superposé à cette inscription, au crayon : « 25 ». Le dessin préparatoire mesure 195 × 144 mm.

## Catalogue
- Numéro de catalogue G02167 de l'estampe au Musée du Prado.
- Numéro de catalogue D04225 du dessin préparatoire au Musée du Prado.
- Numéro de catalogue 51-1-10-79 de l'estampe au Musée Goya de Castres.
- Numéros de catalogue ark:/12148/btv1b8451899n et ark:/12148/btv1b8451900v de l'estampe chez Gallica.